# ماريا فورد
ماريا فورد (بالإنجليزية: Maria Ford)‏ هي راقصة وممثلة أمريكية، ولدت في 10 أكتوبر 1966 في الولايات المتحدة.

## وصلات خارجية
- ماريا فورد على موقع IMDb (الإنجليزية)
- ماريا فورد على موقع أول موفي (الإنجليزية)
- ماريا فورد على موقع قاعدة بيانات الفيلم (الإنجليزية)